# Madurodam
Madurodam (prononcé en néerlandais : [maːˌdyːroːˈdɑm]) est un parc de miniatures néerlandais, situé à La Haye et abritant de parfaites répliques à l'échelle 1:25 de célèbres monuments historiques et bâtiments publics, d'infrastructures, d'activités industrielles ainsi que de quartiers typiques que se trouvant à divers endroits dans le pays. Le domaine de Madurodam couvre une superficie totale de 62 630 m² dont 17 630 m² permettent l'exposition de maquettes. Le parc est visité par plus de 655 000 personnes annuellement.

## Histoire

### Projet initial

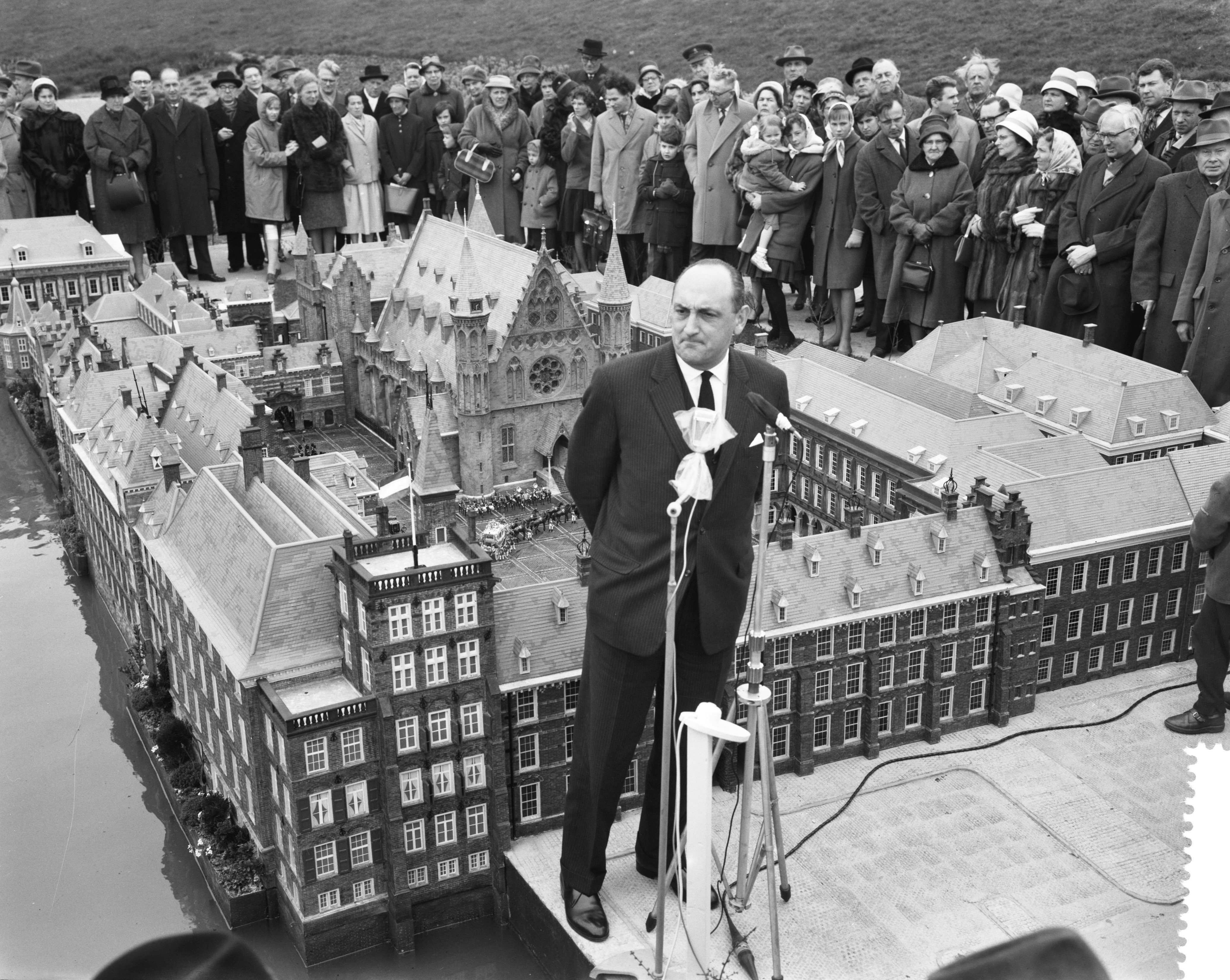
Le ministre de l'Intérieur Edzo Toxopeus inaugurant Madurodam en 1952, devant la maquette du Binnenhof, abritant les États généraux.

Le parc de Madurodam est construit à l'initiative des parents de George Maduro, étudiant en droit juif originaire de Curaçao qui combat les forces d'occupation allemandes en tant que membre de la Résistance néerlandaise et mort au camp de concentration de Dachau en février 1945. Le parc est dessiné par l'architecte Siebe Jan Bouma, originaire de Groningue et alors directeur du Zuiderzeemuseum à Enkhuizen.
Madurodam est un site d'importance à l'échelle du pays. Le parc est l'une des inspirations de Walt Disney pendant la conception de son premier parc, Disneyland, en Californie. Disney mentionne spécifiquement Madurodam, ce qui est confirmé par Joe Fowler, l'un de ses proches collaborateurs.

### Évolution récente

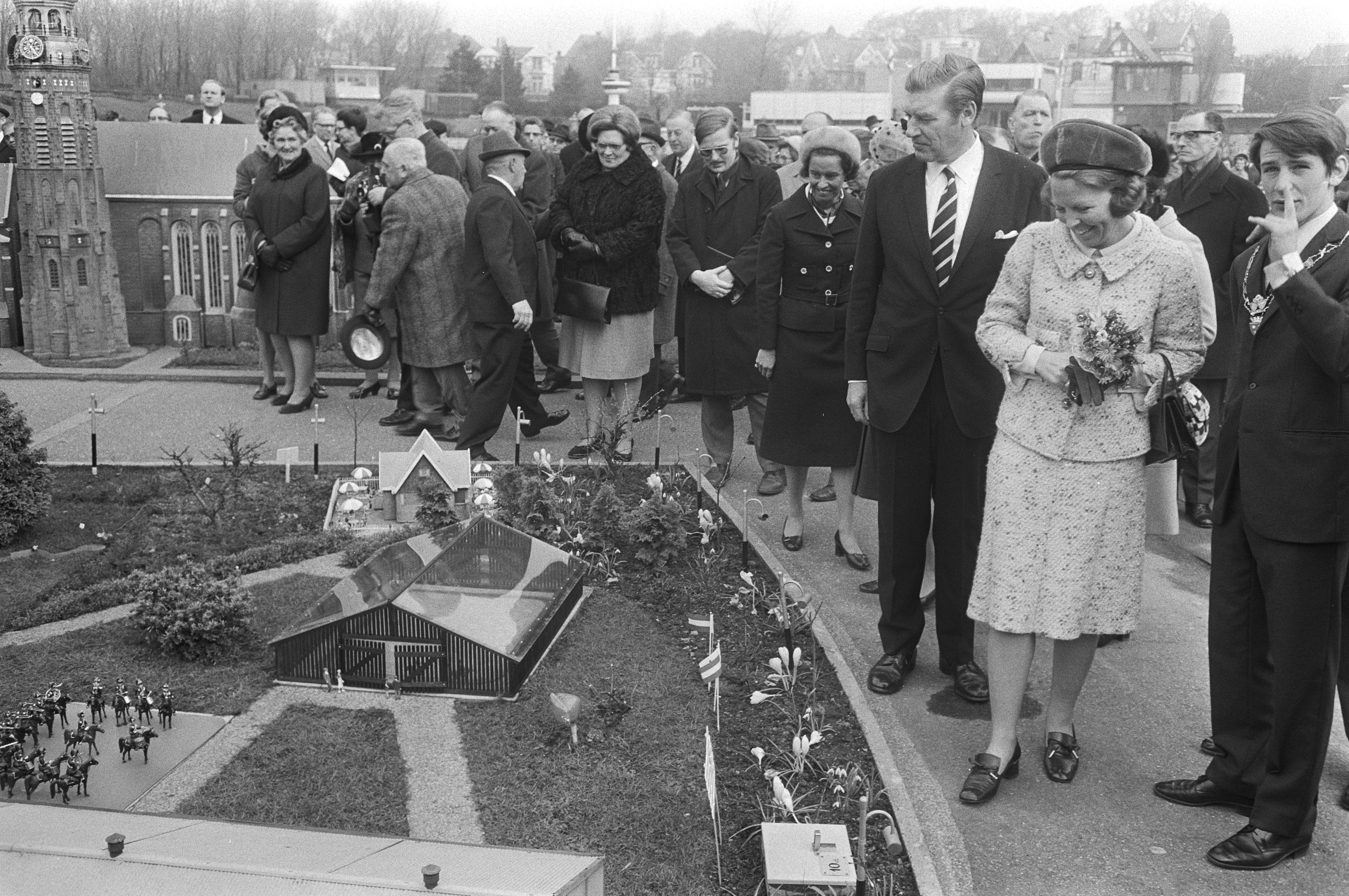
Beatrix visitant le parc en 1971 avec le bourgmestre de Madurodam à sa gauche.

Au milieu des années 1980, l'architecte Carel Weeber présente un projet d'expansion de Madurodam, pour notamment inclure l'aéroport d'Amsterdam-Schiphol — une maquette animée, tout comme les travaux du plan Delta, les tramways, les voies ferrées, ainsi que les autoroutes — et le port de Rotterdam. L'ensemble est inauguré le 15 mai 1996 par la reine Beatrix. La maquette de Schiphol est rénovée en 2003, afin de prendre en compte les changements récents à l'aéroport. En 2009, Madurodam inaugure sa miniaturisation de la HSL-Zuid, première ligne de chemin de fer à grande vitesse du pays entre la frontière belge et Schiphol via Rotterdam-Central.

## Bourgmestre de Madurodam
À l'instar des autres communes du royaume, Madurodam a un bourgmestre. Il s'agit d'un enfant de la région, exerçant la fonction pour la durée d'un an.
Ses responsabilités incluent la supervision de la visite des hôtes de marque à travers le parc et le conseil des dirigeants sur les développements à conduire. Il est assisté de dix autres enfants de la région dans un « conseil municipal de jeunesse » (en néerlandais : jeugdgemeenteraad).

## Futurs développements
Jusqu'en 2030, Madurodam continuera de s'agrandir avec plusieurs pavillons thématiques orientés vers l'histoire des Pays-Bas. Les pavillons présenteront :
- la Eerste Vrije Statenvergadering, réunissant les États de Hollande et de Frise-Occidentale à Dordrecht en 1572 pour proclamer la liberté religieuse ;
- le raz-de-marée en mer du Nord en 1953 et ses conséquences désastreuses menant au plan Delta ;
- les plus grands exploits sportifs néerlandais, notamment en football, dans une zone nommée Zo Groot Is Oranje ;
- la fondation de la Nouvelle-Amsterdam (Nieuw-Amsterdam), qui deviendra plus tard New York ;
- le raid sur la Medway, bataille navale victorieuse des Néerlandais en Angleterre sous le commandement de Willem Joseph de Gand et Michiel de Ruyter.

## Galerie

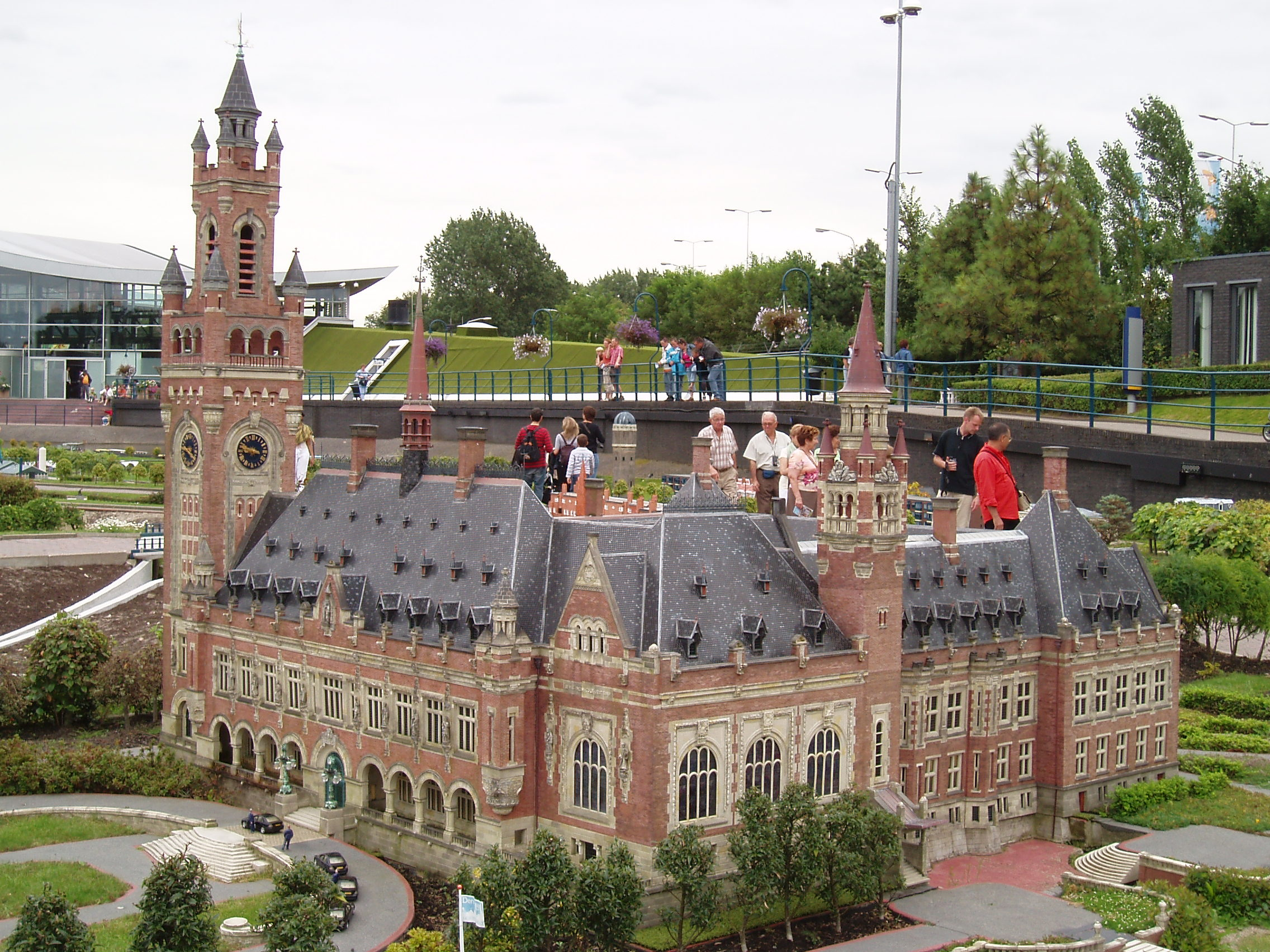
Palais de la Paix.
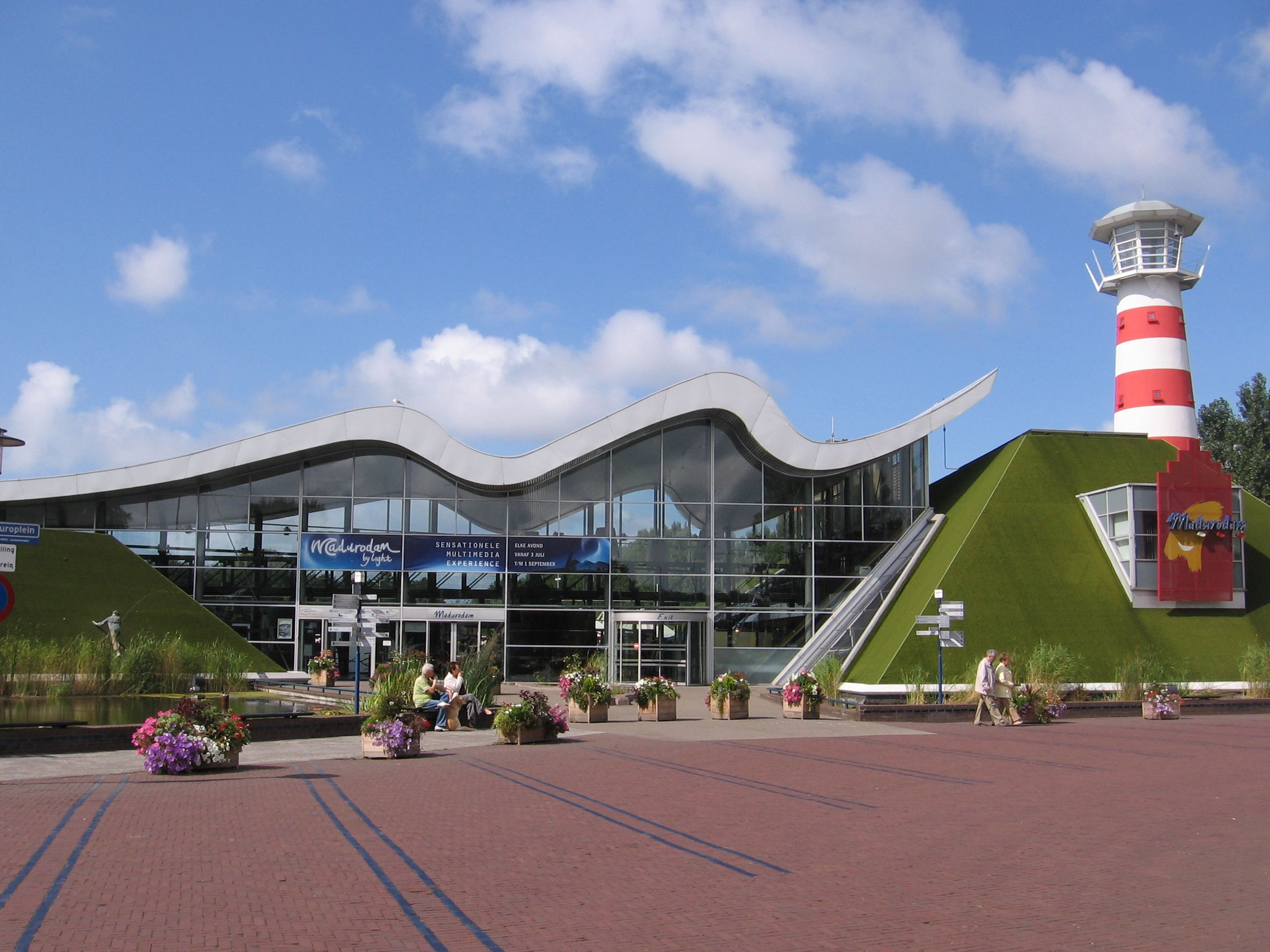
Entrée du parc.
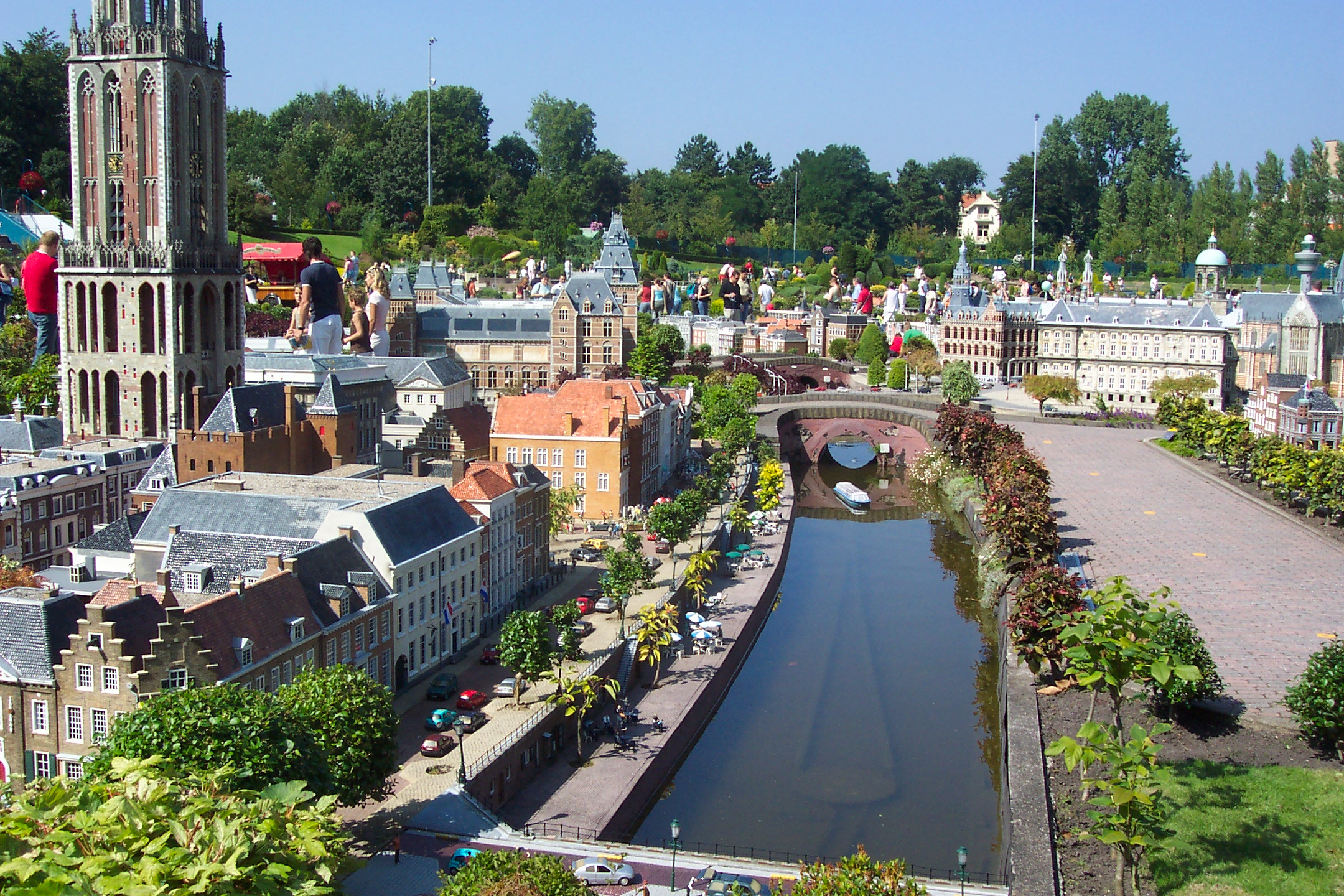
Utrecht.
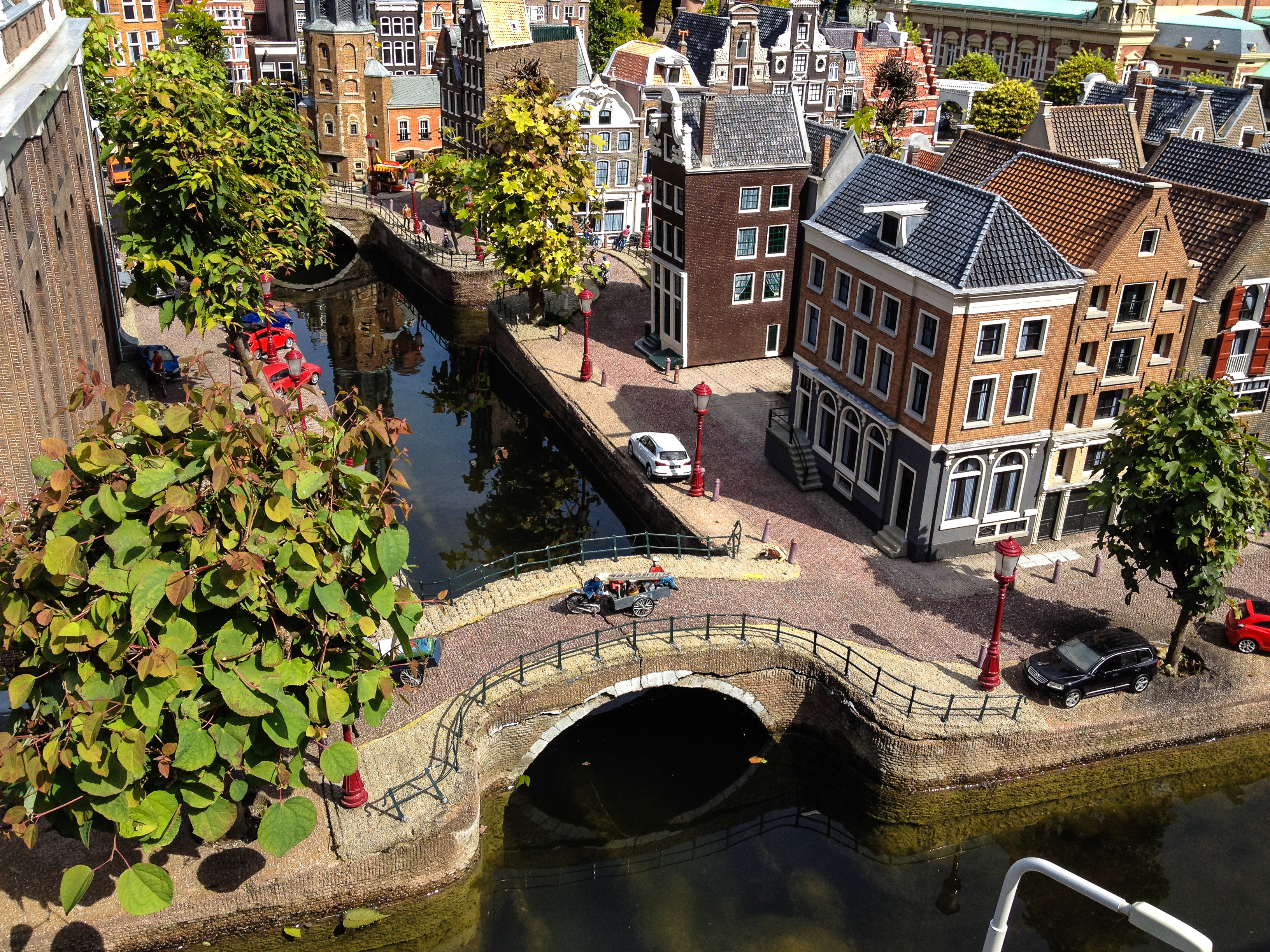
Herengracht.
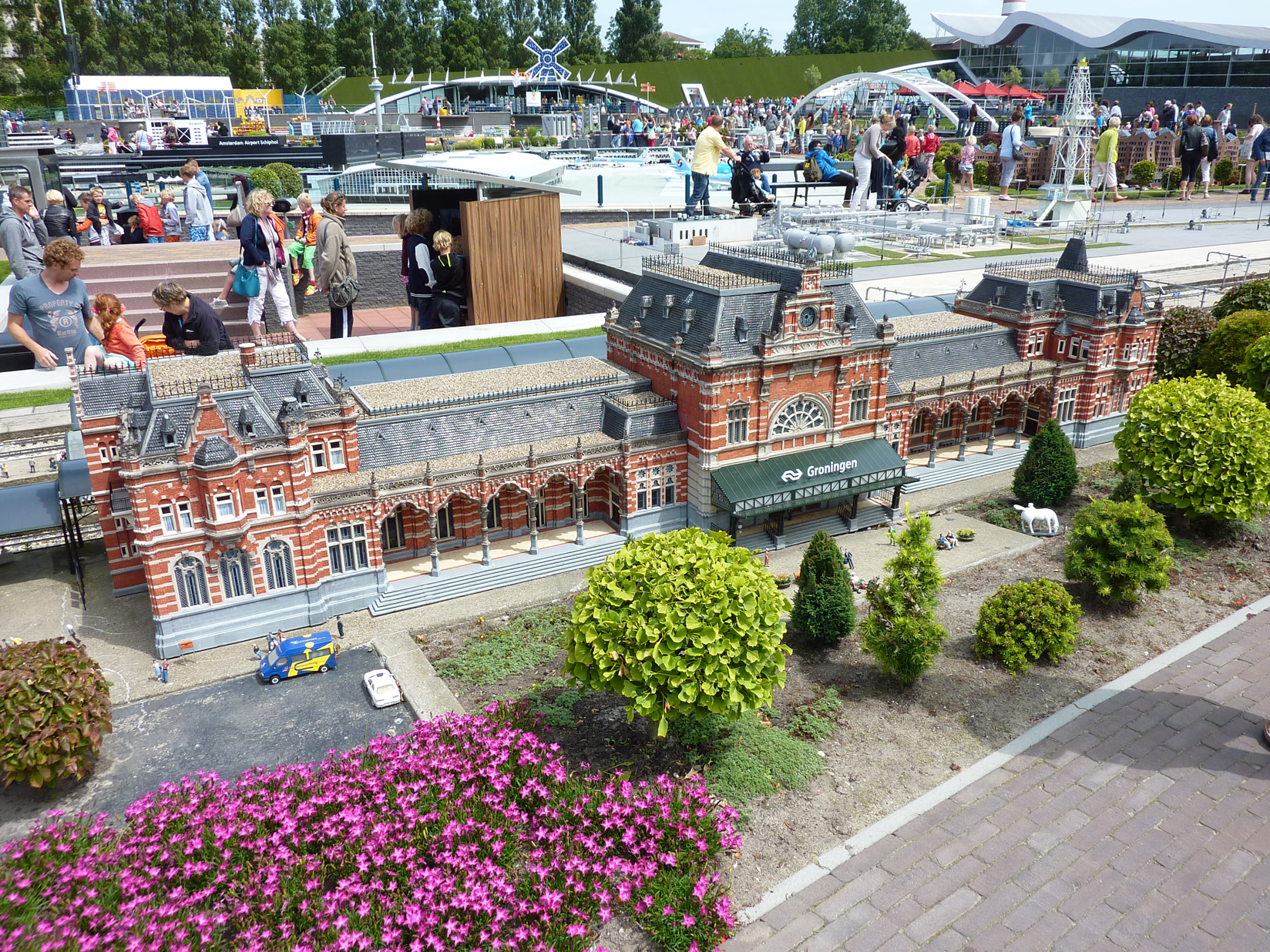
Gare de Groningue.
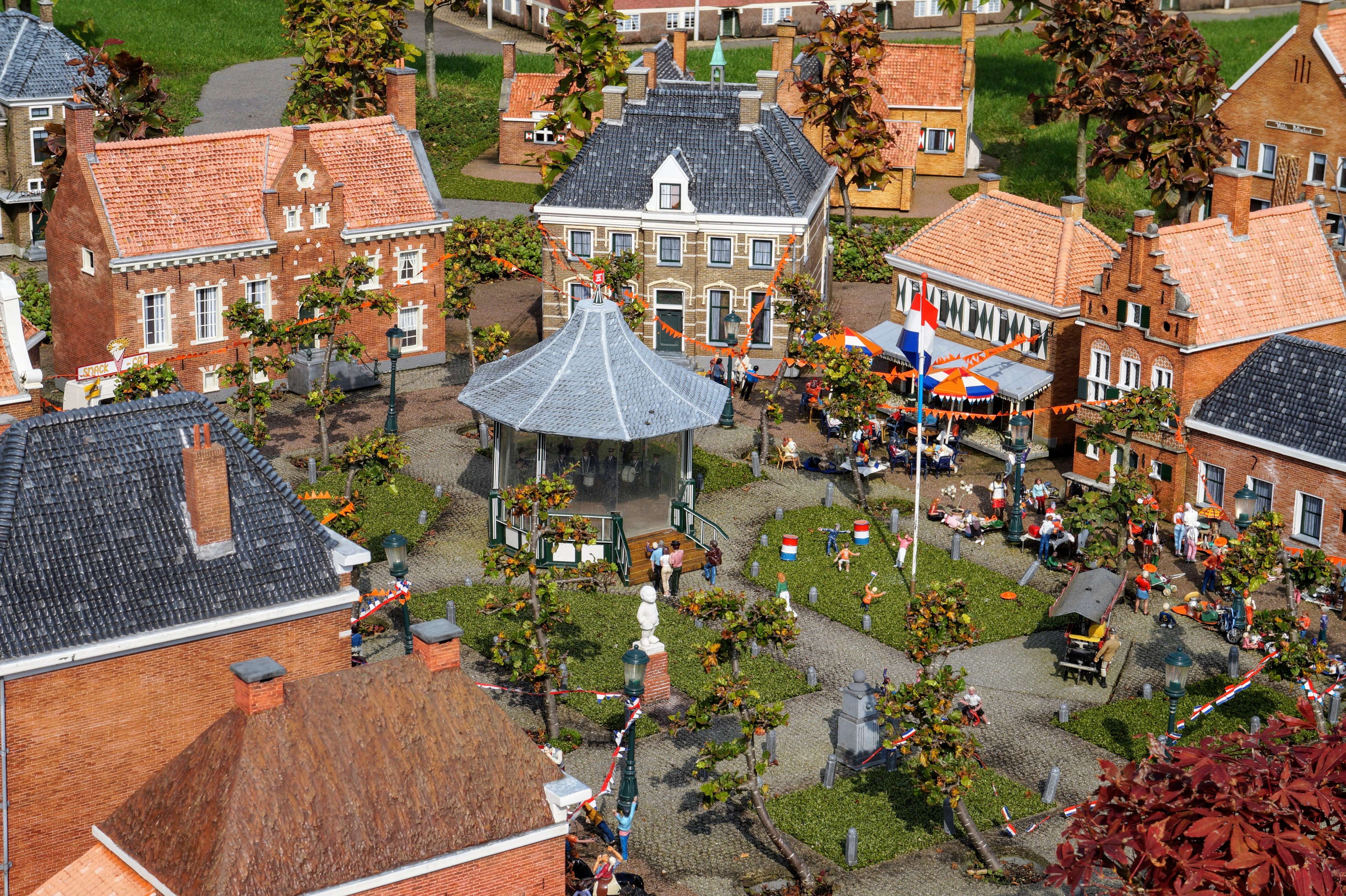
Célébrations du Koningsdag.
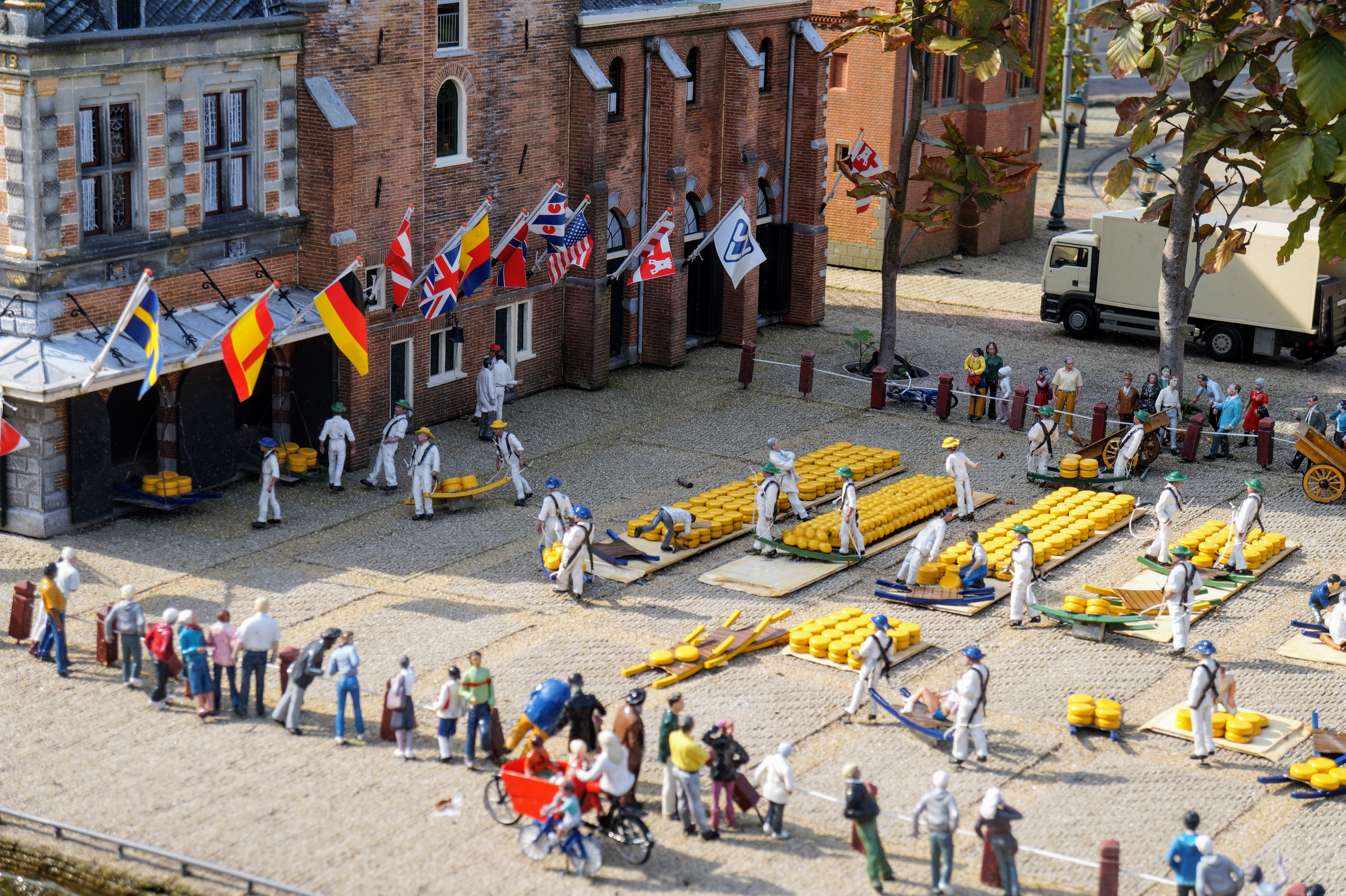
Marché aux fromages d'Alkmaar.
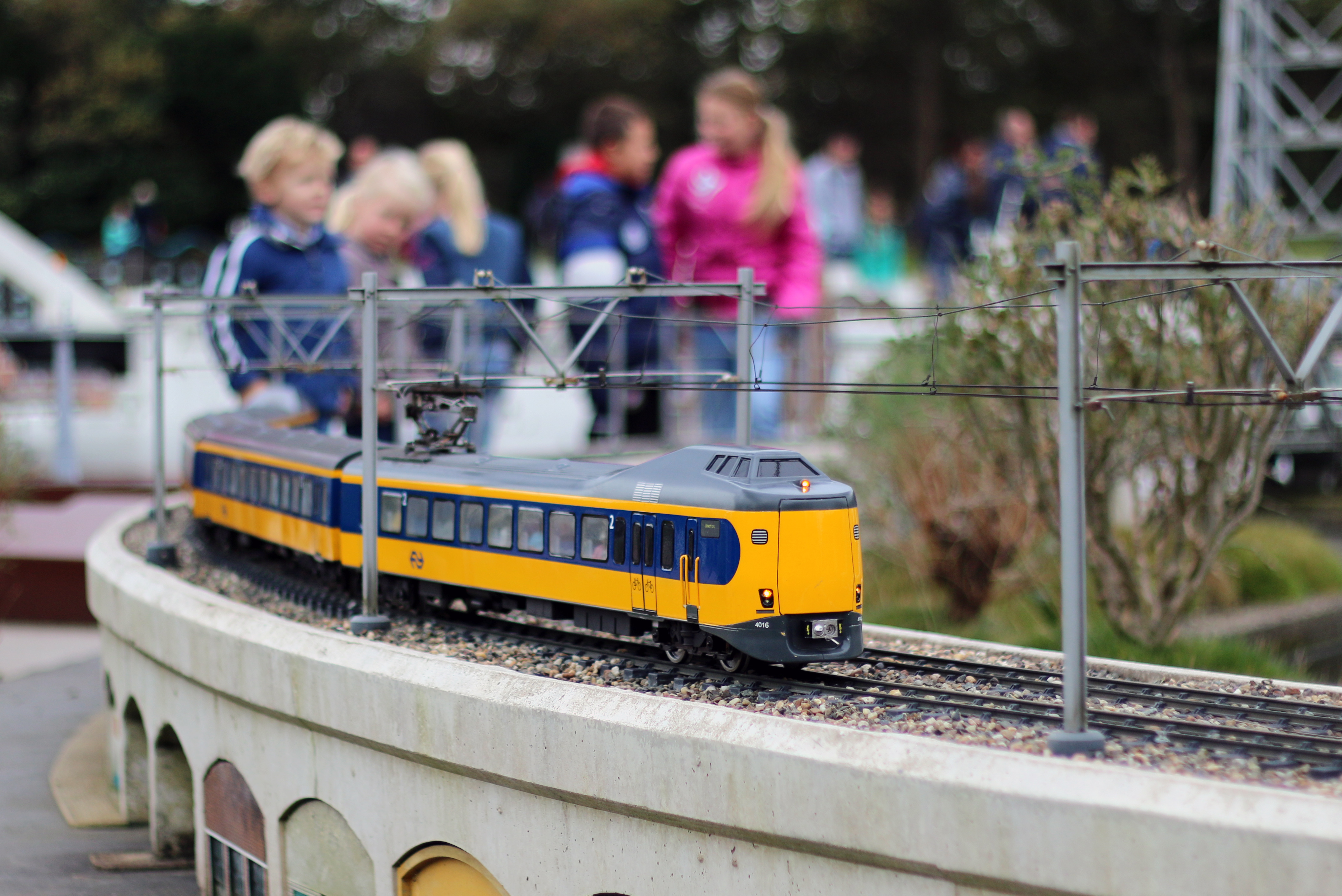
Train de Nederlandse Spoorwegen (NS).
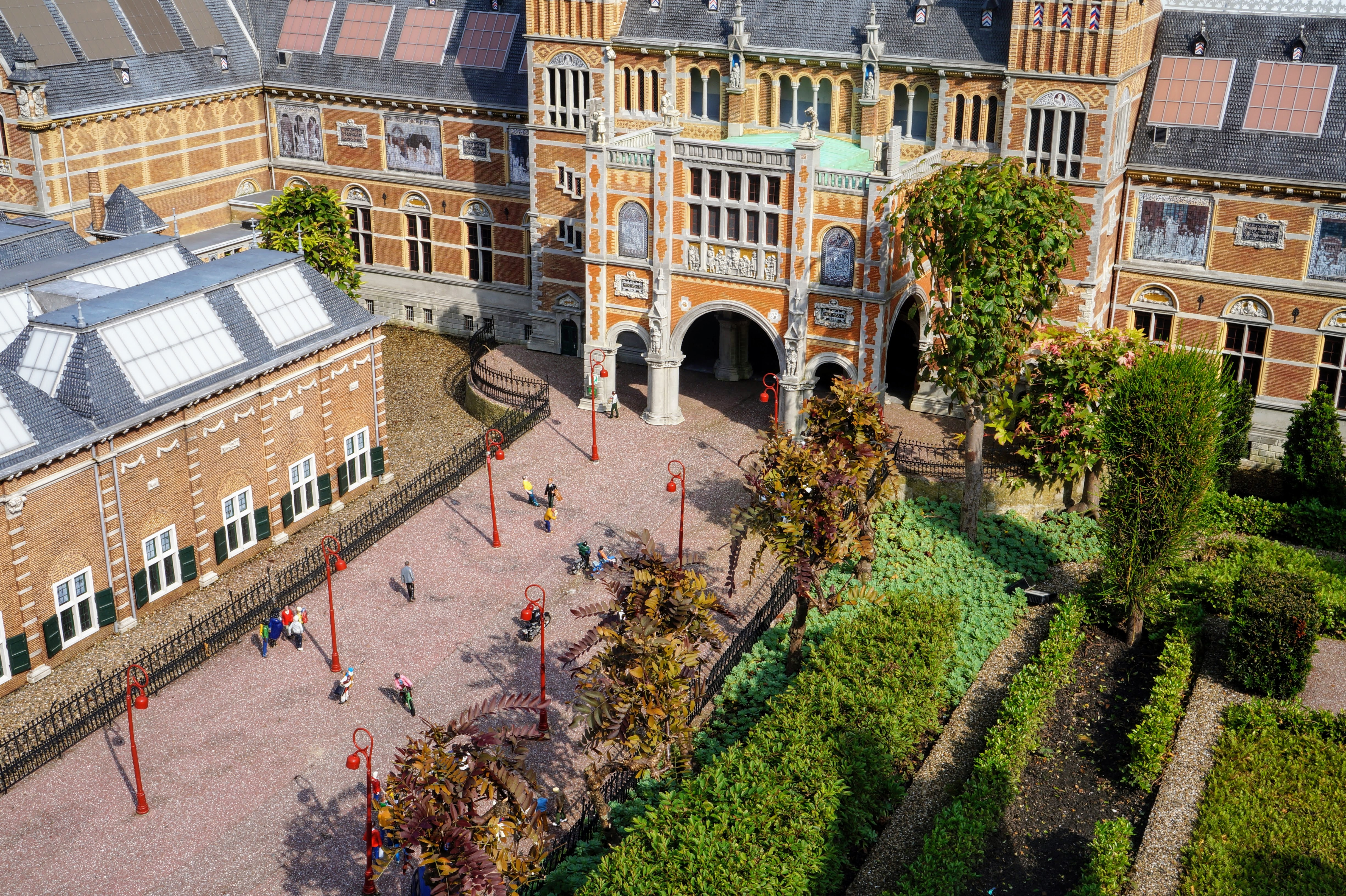
Rijksmuseum Amsterdam.
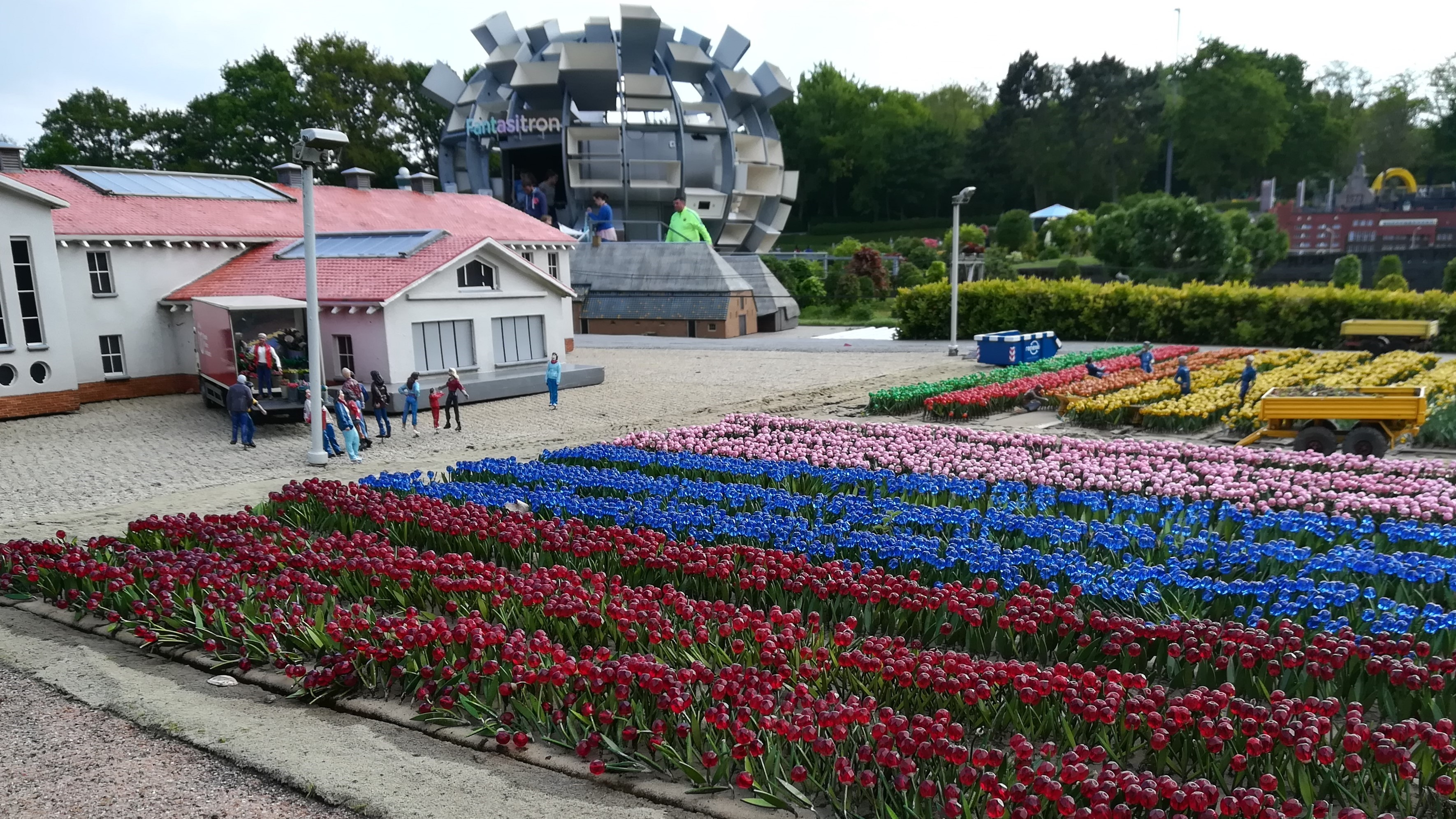
Tulipes à Hillegom.
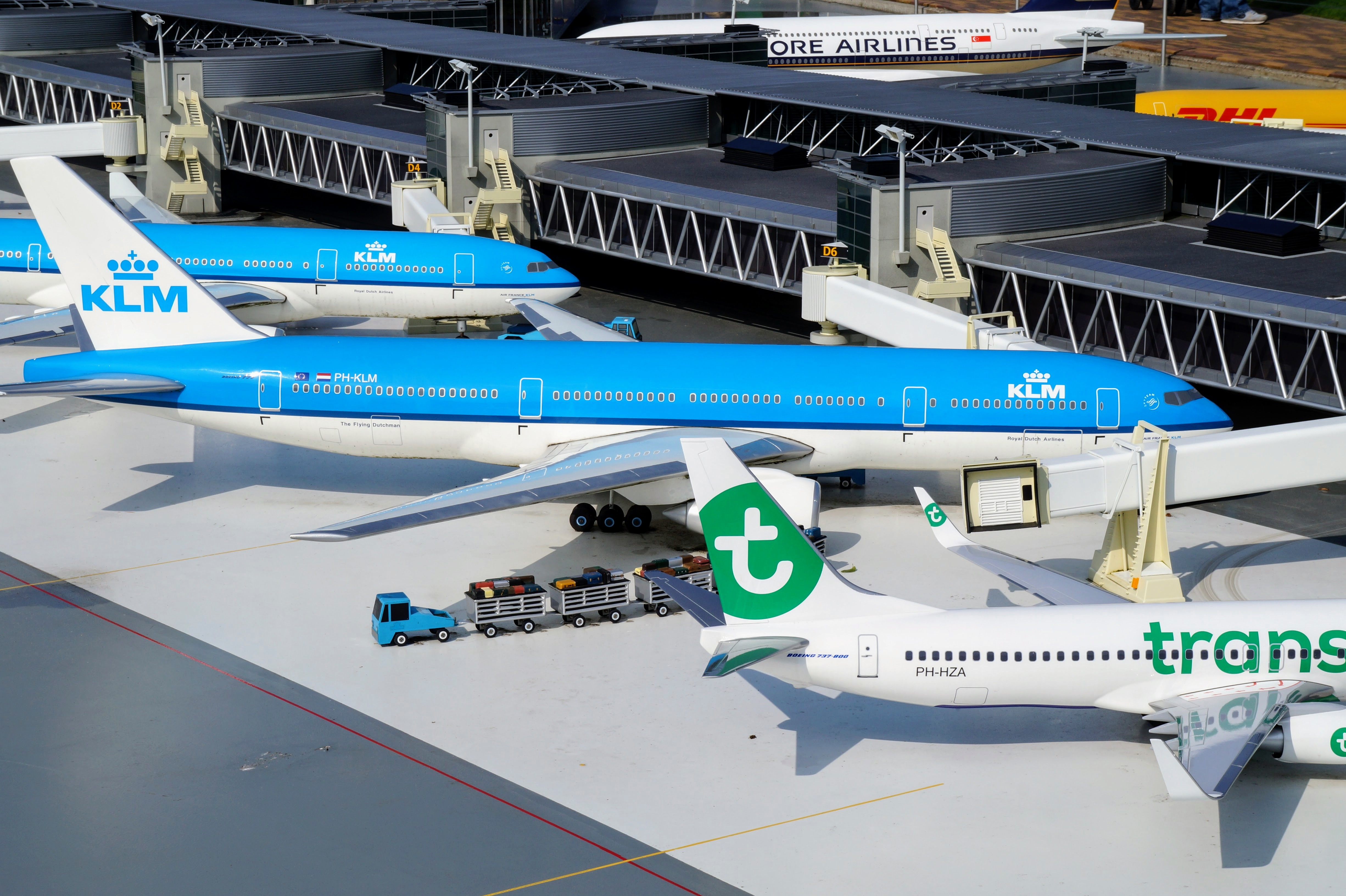
Aéroport d'Amsterdam-Schiphol.
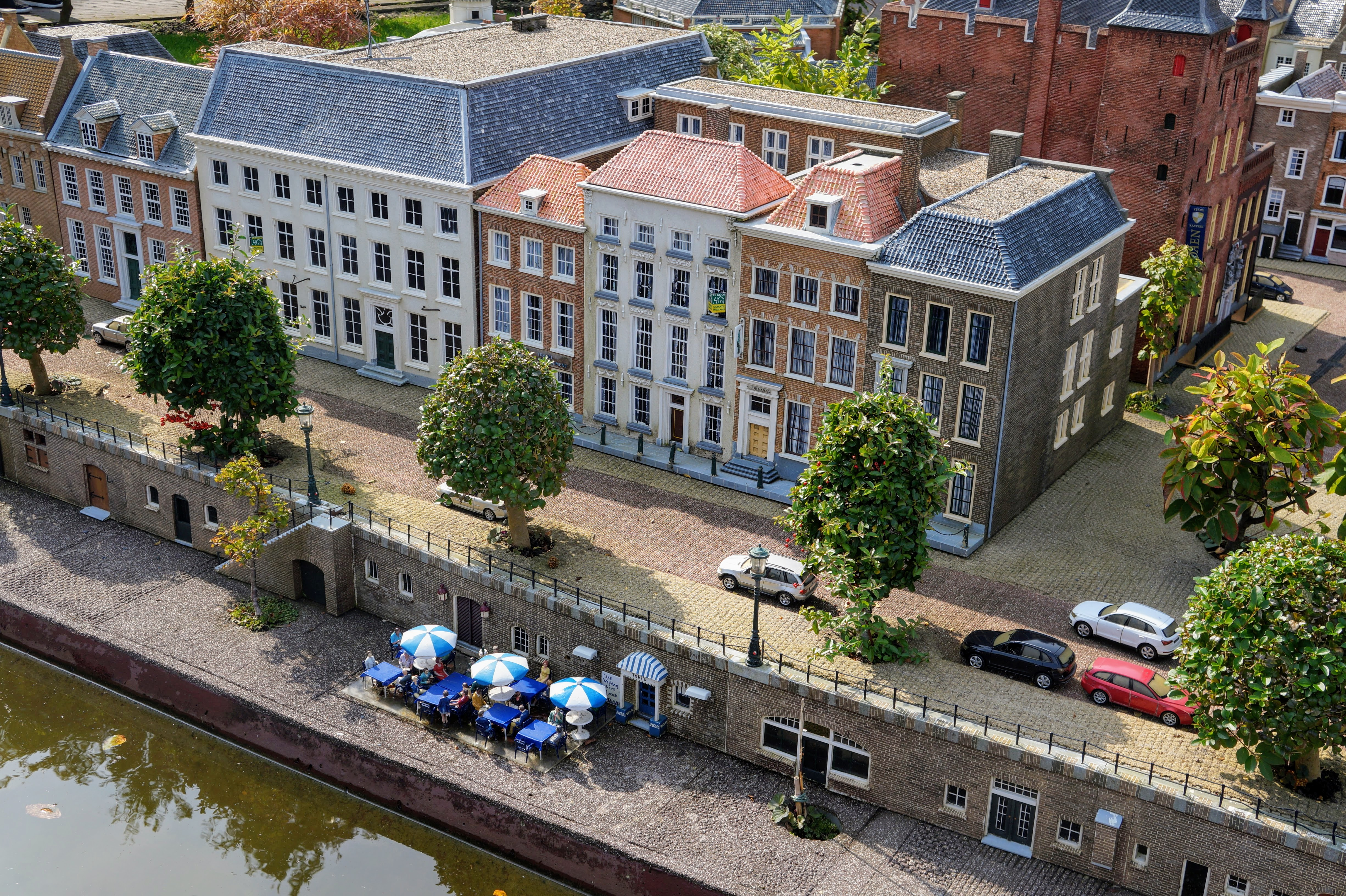
Leyde.